# Ein
Ein är den isländska gruppen Skárren Ekkerts (idag Ske) fjärde album. Albumet släpptes år 1997 på skivbolaget Íslenski dansflokkurinn.

## Låtlista
1. Upphaf
2. Millispil
3. Fífl I
4. Sola
5. Fífl II
6. Ein
7. Endir